# Santo Inácio (Paraná)
Pour les articles homonymes, voir Santo Inácio.
Santo Inácio est une municipalité brésilienne située dans l'État du Paraná.